# Calle de Julián Romea
La calle de Julián Romea es una vía pública de la ciudad española de Madrid, situada en el barrio de Vallehermoso, distrito de Chamberí.

## Descripción
La vía discurre desde la confluencia del paseo de San Francisco de Sales con la calle de Guzmán el Bueno hasta la calle de Isaac Peral. Honra con el título al actor de teatro murciano Julián Romea Yanguas (1813-1868). Aparece descrita en Las calles de Madrid (1889) de Hilario Peñasco de la Puente y Carlos Cambronero con las siguientes palabras:

Julián Romea. Desde la calle de Bravo Murillo al campo. Es de apertura moderna.
(Peñasco de la Puente y Cambronero, 1889, pp. 285-286)